# Норкрос (Міннесота)
Норкрос (англ. Norcross) — місто (англ. city) в США, в окрузі Грант штату Міннесота. Населення — 52 особи (2020).

## Географія
Норкрос розташований за координатами 45°52′7″ пн. ш. 96°11′47″ зх. д. / 45.86861° пн. ш. 96.19639° зх. д. (45.868739, -96.196525).  За даними Бюро перепису населення США в 2010 році місто мало площу 4,03 км², уся площа — суходіл.

## Демографія
Згідно з переписом 2010 року, у місті мешкало 70 осіб у 29 домогосподарствах у складі 20 родин. Густота населення становила 17 осіб/км².  Було 39 помешкань (10/км²).
Расовий склад населення:
| - 74,3 % — білих - 1,4 % — корінних американців - 20,0 % — осіб інших рас |

До двох чи більше рас належало 4,3 %. Частка іспаномовних становила 25,7 % від усіх жителів.
За віковим діапазоном населення розподілялося таким чином: 28,6 % — особи молодші 18 років, 50,0 % — особи у віці 18—64 років, 21,4 % — особи у віці 65 років та старші. Медіана віку мешканця становила 41,5 року. На 100 осіб жіночої статі у місті припадало 59,1 чоловіків;  на 100 жінок у віці від 18 років та старших — 61,3 чоловіків також старших 18 років.
Середній дохід на одне домашнє господарство  становив 60 010 доларів США (медіана — 60 417), а середній дохід на одну сім'ю — 67 206 доларів (медіана — 61 667). За межею бідності перебувало 4,3 % осіб, у тому числі 0,0 % дітей у віці до 18 років та 12,5 % осіб у віці 65 років та старших.
Цивільне працевлаштоване населення становило 21 осіб. Основні галузі зайнятості: освіта, охорона здоров'я та соціальна допомога — 42,9 %, сільське господарство, лісництво, риболовля — 33,3 %, транспорт — 9,5 %, публічна адміністрація — 4,8 %.